# Philippe Baldinucci
Philippe Baldinucci ou Filippo Baldinucci (né le 3 juin 1625 à Florence - mort le 1er janvier 1697) est un historien de l'art, un peintre et un biographe  italien du XVIIe siècle considéré  comme un des plus significatifs sur les artistes et les arts de la période baroque. 

« Existe-t-il une règle permettant d'affirmer avec certitude qu'une belle peinture est de la main de tel ou tel maître ? Et s'il n'y en a pas, quelle sera la façon la plus sûre de fonder assez bien son jugement ? »

— Lettre de 1685 à Vincenzo Capponi.

## Biographie
Né dans une grande famille de Florence, il reçoit une éducation chez les Jésuites dans le but de poursuivre une carrière religieuse mais il abandonne ces études pour devenir bibliothécaire en 1664 chez les Médicis  auprès du cardinal Léopold de Médicis, le frère  de Ferdinand II de Médicis, le grand-duc de Toscane, disciple et mécène des arts qu'il conseille pour les achats d'œuvres d'art. Après la mort du cardinal, il devient  conservateur des collections grand-ducales.
Bon dessinateur, il copie des peintures religieuses et exécute souvent les portraits de ses proches mais sa vraie vocation est de devenir écrivain et il aspire à devenir le nouveau Vasari en remplaçant et en augmentant ses biographies des artistes, auxquelles il ajoute les vies des artistes français et flamands omis par Vasari. Son travail le plus important est le Notizie de' professori del disegno da Cimabue in qua publié en 1681 et poursuivi après sa mort.
Baldinucci se fait un nom comme un des principaux connaisseurs de l'Italie et collectionne lui-même des œuvres. Il re-catalogue les collections des Médicis, les augmente de dessins et de peintures, utilise de nouvelles techniques d'organisation dans le but de faire, de celles-ci, les collections les plus modernes de son temps, avec pour base, les fonds des Offices de Florence.
Son travail méticuleux est basé sur la capacité de distinguer entre les mains des différents peintres - y compris de nouveaux et inconnus - qui a ouvert le champ de la connaissance des attributions des œuvres italiennes, généralement non signées. Dans son Vocabolario, le premier dictionnaire des termes artistiques, Baldinucci fournit quatorze définitions de styles utilisant quatre-vingts termes différents, en appliquant certains au « mauvais » art.
Il y présente également les termes des techniques des arts pour la peinture, mais aussi pour la sculpture, les pigments des couleurs et les outils.

C'est avec cette attitude qu'il construit son Notizie dans lequel il a consciemment l'intention de dépasser Le Vite de Giorgio Vasari. Baldinucci est  le premier historien d'art qui trace les biographies et le travail des artistes au-delà d'une seule région (Vasari n'a recensé que les artistes toscans) vers toute l'Italie. Il étudie étroitement les dus stylistiques des grands maîtres les uns envers les autres, par sa méticuleuse somme de documentations et d'archives,  des siècles avant le développement réel  de l'histoire de l'art.
Sa biographie a été écrite par un de ses trois fils et ses notes sont conservées à la Bibliothèque nationale centrale de Florence (MSS Fondo Nazionale II.II.110).
Sa collection d'un millier de dessins passe à la famille Strozzi et entre au musée du Louvre, en 1806, à la  suite d’un achat. Une collection riche d’œuvres du XVIe siècle florentin  : Bronzino, Pocetti, Buontalenti et Cigoli, plusieurs feuilles de Luca Signorelli, de Lorenzo di Credi, l'Adoration des bergers de Pesellino, la Présentation au Temple de Taddeo Gaddi, des études pour la composition de Santa Croce (seul dessin préparatoire  pour une fresque  du XIVe siècle).

## Ouvrages
- Comminciamento e progresso dell'arte dell'intagliare in rame colle vite di molti de' più eccellenti maestri della stessa professione..., Florence, 1667 (lire en ligne) et plusieurs éditions. Baldinucci en gravant le frontispice. (Qui comprennent les premières mentions en Italie des peintures et gravures de Rembrandt.)
- Vocabolario Toscano dell'Arte del Disegno, nel quale si explicano i propri termini e voci, non solo della Pittura, Scultura, & Architettura; ma ancora di altre Arti a quelle subordinate, e che abbiano per fondamento il Disegno, Florence, 1681 (lire en ligne), réimprimé en  1976.
- Notizie de' professori del disegno da Cimabue in qua, 6 vols,  (Florence 1681-1728), publié en partie posthume, puis une édition augmentée en 6 volumes par A. Matteoli (1725-30) réimprimée en 5 vol. à Florence en 1845-1847, et à Rome en 1975 : vol. I, 1845, vol. II, 1846, vol. III, 1846, vol. IV, 1846, vol. V, 1847
- Une Histoire de la gravure (1686).
- Nombreuses biographies d'artistes :
  - Vita del cav. Gio. Lorenzo Bernino, Lettera a Vinc. Capponi, Veglia sulle Belle Arti, Lezione accademica additif au volume deux de ses Notizie (1682)  commandité par la reine Christine de Suède, deux ans après la mort de l'artiste.